# Islam Murtazaev
Islam Murtazaev (Daguestán, Rusia; 13 de abril de 1991) es un kickboxer y artista marcial mixto ruso que actualmente compite en la categoría de peso ligero de ONE Championship.

## Primeros años
Murtazaev nació y creció en Daguestán donde entrenó lucha antes de transicionar al Muay Thai a los 10 años. Compitió como amateur hasta  2016 cuando renunció a su trabajo como ingeniero de extracción de gas y se trasladó a Tailandia.

## Carrera
El 18 de noviembre de 2017, Murtazaev participó en el torneo de -75 kg de EM Legend. En las semifinales derrotó a Jordan Tai por decisión para llegar a la final. Enfrentó a Rungrawee Sitsongpeenong, luego de 3 asaltos los jueces declararon un empate, con un asalto extra que Murtazaev ganó para capturar el título.
El 8 de abril de 2016, Murtazaev participó en el torneo de -75 kg de Kunlun Fight. Enfrentó a Alim Nabiev en la final del round 16 y fue eliminado luego de perder la pelea por decisión dividida.
Murtazaev enfrentó a Chanajon P.K. Saenchai Muaythaigym en THAI FIGHT Chiang Mai el 23 de diciembre de 2017. Perdió la pelea por decisión.
E 30 de noviembre de 2018, Murtazaev enfrentó a Omar Moreno en el evento KOK World Series en España. Ganó la pelea por tornado kick en el primer asalto.
Murtazaev enfrentó a Sher Mamazulunov en Wu Lin Feng 2019: WLF China vs Russia el 20 de septiembre de 2019. Murtazaev ganó la pelea por decisión unánime. La pelea fue galardonada coo "La pelea del Año" en "The Orion Awards".

### ONE Championship
Murtazaev desafió a Regian Eersel por el Campeonato Mundial de Peso Ligero de Kickboxing de ONE en ONE Championship: Winter Warriors el 3 de diciembre de 2021. Perdió la pelea por decisión dividida, marcando la primera y única vez que Eersel pierde una tarjeta de los jueces en su carrera en ONE.
Se esperaba que Murtazaev enfrentara al ex-Campeón de Peso Wélter de Glory Nieky Holzken en ONE Championship: X el 26 de marzo de 2022. La pelea luego sería cancelada, por la prohibición de Singapur hacía los deportistas rusos de poder competir en su territorio.
Se esperaba que Murtazaev enfrentara a Sinsamut Klinmee en ONE 159 el 22 de julio de 2022. Murtazaev se retiraría de la pelea por una "emergencia familiar" y fue reemplazado por Liam Nolan.
La pelea de kickboxing contra Nieky Holzken fue reagendada para ocurrir en ONE 162, el 21 de octubre de 2022. Sin embargo, Holzken sufrió una lesión durante la semana de la pelea y fue reemplazado por Constantin Rusu. Murtazaev perdió la pelea por decisión unánime.

## Campeonatos y logros

### Profesional
- EM Legend
  - Campeón de -75 kg de EM Legend

### Amateur
- International Federation of Muaythai Associations
  - Campeonato Mundial de -75 kg de IFMA [15][16]
- World Muaythai Federation
  - Campeón Mundial de -75 kg de WMF[17]

Premios
- Pelea del Año de 2019 de Orion Awards (vs. Sher Mamazulunov)[18]

## Récord en artes marciales mixtas
| Récord profesional | Récord profesional | Récord profesional |
| 1 pelea            | 1 Victorias        | 0 Derrotas         |
| ------------------ | ------------------ | ------------------ |
| Nocaut             | 1                  | 0                  |

| Resultado | Récord | Oponente      | Método       | Evento                      | Fecha               | Ronda | Tiempo | Localización    | Notas |
| --------- | ------ | ------------- | ------------ | --------------------------- | ------------------- | ----- | ------ | --------------- | ----- |
| Victoria  | 1–0    | Ali Rezaelian | TKO (golpes) | MFE 46: Lakhlifi vs. Aboyan | 27 de marzo de 2019 | 2     | N/A    | Ereván, Armenia |       |